# Pulsatilla aurea
Espèce
Pulsatilla aurea est une espèce de plantes de la famille des Ranunculacées originaire du Caucase.